# شارلوت لوزه
شارلوت لوزه (انگلیسی: Charlotte Lozé؛ زادهٔ ۱۱ ژوئن ۱۹۸۸) بازیکن فوتبال اهل فرانسه است.
از باشگاه‌هایی که در آن بازی کرده‌است می‌توان به مرکز آکادمی فوتبال کلیر فونتین، باشگاه فوتبال زنان پاری سن ژرمن، و باشگاه فوتبال زنان مون‌پلیه اشاره کرد.
وی همچنین در تیم‌های ملی فوتبال France women's national under-17 football team, France women's national under-19 football team، و France women's national under-20 football team بازی کرده‌است.